# Лассче, Джеймс
Джеймс Лассче (англ. James Lassche; род. 31 августа 1989, Дарфилд) — новозеландский гребец, выступающий за сборную Новой Зеландии по академической гребле с 2007 года. Двукратный серебряный призёр чемпионатов мира, победитель этапов Кубка мира, участник летних Олимпийских игр в Рио-де-Жанейро.

## Биография
Джеймс Лассче родился 31 августа 1989 года в Дарфилде, Новая Зеландия.
Приходится зятем известному новозеландскому гребцу Майку Стэнли, двукратному чемпиону мира, участнику Олимпийских игр 1984 года в Лос-Анджелесе.
Заниматься академической греблей начал в 2005 году, проходил подготовку в Avon Rowing Club в Крайстчерче.
Впервые заявил о себе в гребле на международной арене в сезоне 2007 года, выиграв серебряную медаль в восьмёрках на юниорском мировом первенстве в Пекине. Год спустя отметился выступлением на молодёжной регате в Бранденбурге.
Начиная с 2009 года выступал на взрослом уровне в основном составе новозеландской национальной сборной, в частности в этом сезоне дебютировал в Кубке мира и принял участие в чемпионате мира в Познани, где в зачёте распашных безрульных четвёрок лёгкого веса занял итоговое 16 место.
В 2010 году в лёгких безрульных четвёрках был шестым на молодёжном мировом первенстве в Бресте, тогда как в лёгких безрульных двойках завоевал серебряную медаль на взрослом мировом первенстве в Карапиро, уступив в финале только экипажу из Франции.
В 2011 году в лёгких двойках без рулевого стал пятым на этапе Кубка мира в Люцерне и четвёртым на чемпионате мира в Бледе.
Пытался пройти отбор на Олимпийские игры 2012 года в Лондоне, однако на Олимпийской квалификационной регате FISA в Люцерне финишировал лишь третьим.
В 2013 году в лёгких безрульных четвёрках одержал победу на этапах Кубка мира в Сиднее, Итоне и Люцерне, в то время как на мировом первенстве в Чхунджу стал серебряным призёром, пропустив вперёд команду из Дании.
В 2014 году в той же дисциплине выиграл этапы Кубка мира в Эгбелете и Люцерне, но на чемпионате мира в Амстердаме попасть в число призёров не смог, выбыв из борьбы за медали уже в ходе предварительных заездов.
В 2015 году был лучшим на этапах Кубка мира в Варезе и Люцерне, финишировал четвёртым на мировом первенстве в Эгбелете.
Благодаря череде удачных выступлений удостоился права защищать честь страны на Олимпийских играх 2016 года в Рио-де-Жанейро. В составе экипажа, куда также вошли гребцы Питер Тейлор, Алистэр Бонд и Джеймс Хантер, в программе лёгких безрульных четвёрок показал в главном финале пятый результат.
После Олимпиады в Рио Лассче остался в составе гребной команды Новой Зеландии на ещё один олимпийский цикл и продолжил принимать участие в крупнейших международных регатах. Так, в 2017 году в восьмёрках он выиграл серебряную медаль на этапе Кубка мира в Познани и стал шестым на чемпионате мира в Сарасоте.
В 2018 году на мировом первенстве в Пловдиве занял в восьмёрках девятое место.
В 2019 году в той же дисциплине взял бронзу на этапе Кубка мира в Роттердаме, тогда как на чемпионате мира в Линце вновь пришёл к финишу шестым.